# 拉娜·達珍妮
拉娜·達珍妮（阿拉伯語：رنا الدجاني），約旦分子生物學家，約旦哈希姆大學副教授。達珍妮2005年在爱荷华大学取得分子生物學博士学位。 達珍妮曾獲哈佛大拉德克利夫高等研究院獎學金和艾森豪獎學金。達珍妮博士是富布賴特學友的成員，曾兩次獲得富布賴特計劃的獎項。曾任耶鲁大學耶鲁幹細胞中心客座教授，劍橋大學和約旦幹細胞治療中心客座學者。
英國《穆斯林科學》雜志（Muslim Science）曾贊揚她是伊斯蘭世界最有影響力的婦女科學家之一，《阿拉伯商业》周刊（Arabian Business）所製作的"100位最有影响力的阿拉伯婦女"中達珍妮排第13位。

## 榮譽及獎項
2015年，達珍妮獲美國駐約旦大使館和美國駐安曼大使館中東及北非環境、科學、科技及健康辦公室列入女性科學名人堂，肯定了達珍妮在研究生物演化和伊斯蘭教上的工作和理論，以及達珍妮透過全基因組研究糖尿病，癌症和幹細胞的貢獻。 達珍妮促成了約旦建立規管幹細胞治療的法例條文，爲阿拉伯和伊斯蘭世界幹細胞治療規管建立了先例。
達珍妮主張女性應接受科學教育，例如生物進化論和伊斯蘭教的關係。她創立和帶領“我們愛閲讀”計劃，這個計劃在超過30個國家向兒童提供讀寫能力訓練。“我們愛閲讀”計劃向730名女性教授了說故事的技巧，2017年計劃獲得聯合國教科文組織世宗國王讀寫能力獎。計劃亦令約旦新建了330間圖書館，提升超過10,000名兒童的讀寫能力，當中更有百分之六十的兒童是女性。 這項工作亦令達珍妮獲得不少的榮譽：2015年教育影響力明星獎、2015年世界企業社會責任大會50位最具才華的社會創新者、2015年獲OpenIDEO兒童難民最佳想法獎"； 2013年獲得國會圖書館最佳實踐文學獎；2009年獲希奈戈阿拉伯世界社會創新者獎。
2010年達珍妮加入克林顿基金会的克林頓全球倡議，成爲其中一員。2014年獲世界教育創新峰會卡塔爾獎，同年獲侯賽因國王榮譽勳章，2009年曾獲侯賽因國王癌症中心和生物技術研究所獎。2017年10月被選入拉德克利夫高等研究所作爲哈佛大學拉德克利夫研究所獎學金計劃的一員。

## 出版物和演講
達珍妮是聯合國約旦婦女顧問委員會的一員。她在數本同行評審，科學和自然期刊中發表過文章。她曾在劍橋大學舉行的坦伯頓-劍橋新聞學獎學金座談會，麻省理工學院，麥基爾大學和英國議會發表演講